# Ex commisso nobis a Deo
Ex commisso nobis a Deo (в превод от латински: Доверено ни от Бога), известна още и като Гнезненска була (по името на полския град Гнезно, където се съхранява) е папска була на римския папа Инокентий II, издадена в Пиза, Италия, на 7 юли 1136 г., с която се отменява върховенството на Магдебургското архиепископство над Полската църква.
Булата е един от най-ценните паметници на полската историография и важен източник за изучаване на културата, обществените отношения и организацията на Полската църква през XI и XII век. Това е първият латински документ, който съдържа множество полски думи (около 410 топонима и собствени имена).
В наши дни булата се съхранява в архива на Гнезненската архиепархия.